# Lista över fågelarter beskrivna under 2020-talet

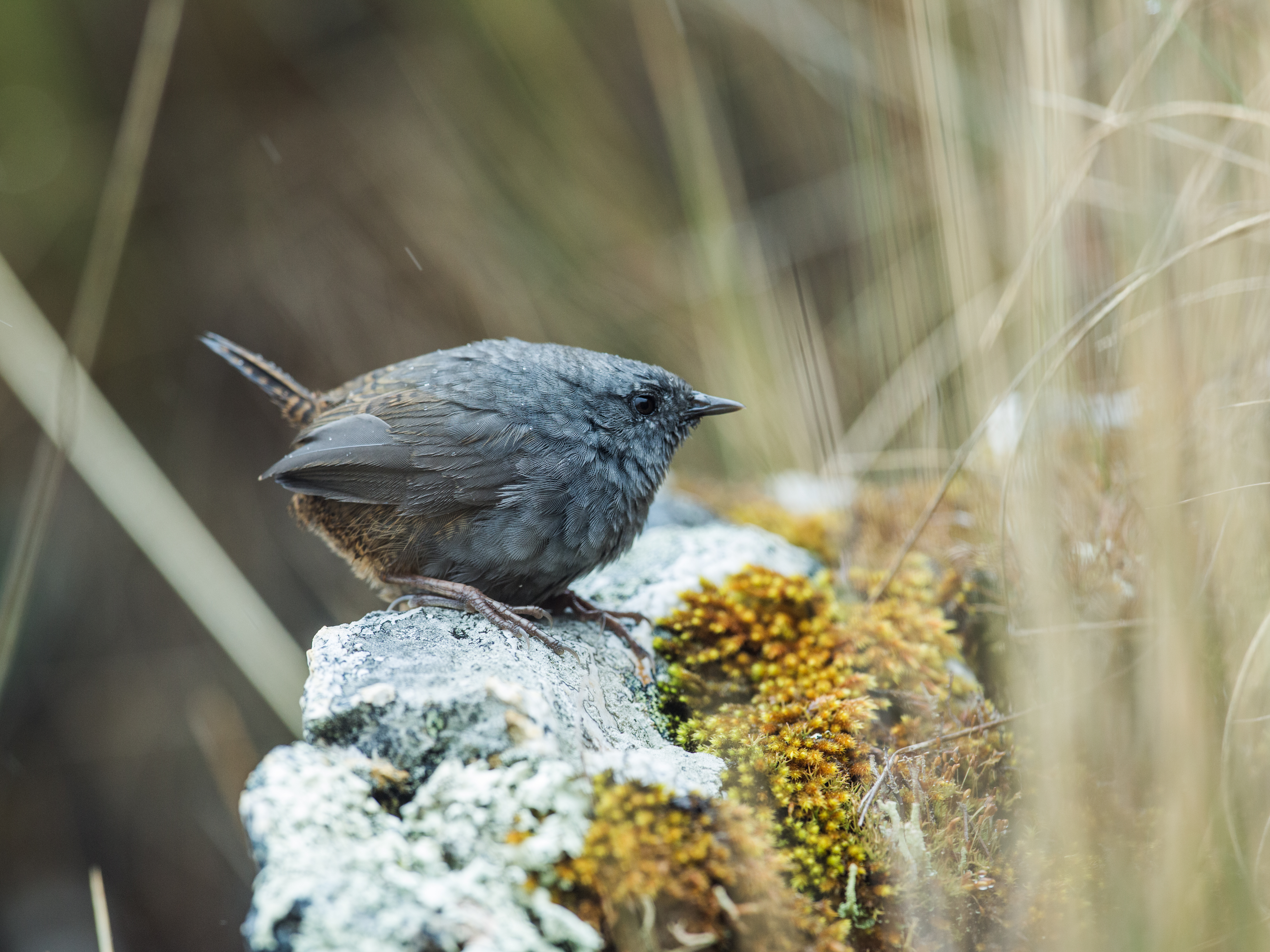
Tättingen jalkatapakul, som förekommer i centrala Peru, är en fågelart som först beskrevs på 2020-talet.

Detta är en lista över fågelarter som beskrivits som nya för vetenskapen under 2020-talet. För fågelarter beskrivna under 2010-talet, se denna lista.

## Arter, år för år

### 2020
- Pelengsolfjäderstjärt (Rhipidura habibiei) : Frank E. Rheindt, Dewi M. Prawiradilaga, Hidayat Ashari, Suparno, Chyi Yin Gwee, Geraldine W. X. Lee, Meng Yue Wu, Nathaniel S. R. Ng. "A lost world in Wallacea: Description of a montane archipelagic avifauna". Science, 2020 DOI: 10.1126/science.aax2146
- Taliabusmygsångare (Locustella portenta) : Frank E. Rheindt, Dewi M. Prawiradilaga, Hidayat Ashari, Suparno, Chyi Yin Gwee, Geraldine W. X. Lee, Meng Yue Wu, Nathaniel S. R. Ng. "A lost world in Wallacea: Description of a montane archipelagic avifauna". Science, 2020 DOI: 10.1126/science.aax2146
- Taliabumyzomela (Myzomela wahe) : Frank E. Rheindt, Dewi M. Prawiradilaga, Hidayat Ashari, Suparno, Chyi Yin Gwee, Geraldine W. X. Lee, Meng Yue Wu, Nathaniel S. R. Ng. "A lost world in Wallacea: Description of a montane archipelagic avifauna". Science, 2020 DOI: 10.1126/science.aax2146
- Phylloscopus suaramerdu : Frank E. Rheindt, Dewi M. Prawiradilaga, Hidayat Ashari, Suparno, Chyi Yin Gwee, Geraldine W. X. Lee, Meng Yue Wu, Nathaniel S. R. Ng. "A lost world in Wallacea: Description of a montane archipelagic avifauna". Science, 2020 DOI: 10.1126/science.aax2146
- Phylloscopus emilsalimi : Frank E. Rheindt, Dewi M. Prawiradilaga, Hidayat Ashari, Suparno, Chyi Yin Gwee, Geraldine W. X. Lee, Meng Yue Wu, Nathaniel S. R. Ng. "A lost world in Wallacea: Description of a montane archipelagic avifauna". Science, 2020 DOI: 10.1126/science.aax2146
- Vitvingad tapakul (Scytalopus krabbei) : Krabbe, Niels K.; Schulenberg, Thomas S.; Hosner, Peter A.; Rosenberg, Kenneth V.; Davis, Tristan J.; Rosenberg, Gary H.; Lane, Daniel F.; Andersen, Michael J.; Robbins, Mark B.; Cadena, Carlos Daniel; Valqui, Thomas. "Untangling cryptic diversity in the High Andes: Revision of the Scytalopus [magellanicus] complex (Rhinocryptidae) in Peru reveals three new species". The Auk. Doi:10.1093/auk/ukaa003.
- Jalkatapakul (Scytalopus frankeae) : Krabbe, Niels K.; Schulenberg, Thomas S.; Hosner, Peter A.; Rosenberg, Kenneth V.; Davis, Tristan J.; Rosenberg, Gary H.; Lane, Daniel F.; Andersen, Michael J.; Robbins, Mark B.; Cadena, Carlos Daniel; Valqui, Thomas. "Untangling cryptic diversity in the High Andes: Revision of the Scytalopus [magellanicus] complex (Rhinocryptidae) in Peru reveals three new species". The Auk. Doi:10.1093/auk/ukaa003.
- Ampaytapakul (Scytalopus whitneyi) : Krabbe, Niels K.; Schulenberg, Thomas S.; Hosner, Peter A.; Rosenberg, Kenneth V.; Davis, Tristan J.; Rosenberg, Gary H.; Lane, Daniel F.; Andersen, Michael J.; Robbins, Mark B.; Cadena, Carlos Daniel; Valqui, Thomas. "Untangling cryptic diversity in the High Andes: Revision of the Scytalopus [magellanicus] complex (Rhinocryptidae) in Peru reveals three new species". The Auk. Doi:10.1093/auk/ukaa003.
- Chamímyrpitta (Grallaria alvarezi) : Morton L. Isler, R. Terry Chesser, Mark B. Robbins, Andrés M. Cuervo, Carlos Daniel Cadena and Peter A. Hosner. 2020.  Taxonomic Evaluation of the Grallaria rufula (Rufous Antpitta) Complex (Aves: Passeriformes: Grallariidae) distinguishes Sixteen Species. Zootaxa. 4817(1); 1-74. DOI: 10.11646/zootaxa.4817.1.1
- Chachapoyasmyrpitta (Grallaria gravesi) : Morton L. Isler, R. Terry Chesser, Mark B. Robbins, Andrés M. Cuervo, Carlos Daniel Cadena and Peter A. Hosner. 2020.  Taxonomic Evaluation of the Grallaria rufula (Rufous Antpitta) Complex (Aves: Passeriformes: Grallariidae) distinguishes Sixteen Species. Zootaxa. 4817(1); 1-74. DOI: 10.11646/zootaxa.4817.1.1
- Panaomyrpitta (Grallaria oneilli) : Morton L. Isler, R. Terry Chesser, Mark B. Robbins, Andrés M. Cuervo, Carlos Daniel Cadena and Peter A. Hosner. 2020.  Taxonomic Evaluation of the Grallaria rufula (Rufous Antpitta) Complex (Aves: Passeriformes: Grallariidae) distinguishes Sixteen Species. Zootaxa. 4817(1); 1-74. DOI: 10.11646/zootaxa.4817.1.1
- Oxapampamyrpitta (Grallaria centralis) : Morton L. Isler, R. Terry Chesser, Mark B. Robbins, Andrés M. Cuervo, Carlos Daniel Cadena and Peter A. Hosner. 2020.  Taxonomic Evaluation of the Grallaria rufula (Rufous Antpitta) Complex (Aves: Passeriformes: Grallariidae) distinguishes Sixteen Species. Zootaxa. 4817(1); 1-74. DOI: 10.11646/zootaxa.4817.1.1
- Ayacuchomyrpitta (Grallaria ayacuchensis) : Morton L. Isler, R. Terry Chesser, Mark B. Robbins, Andrés M. Cuervo, Carlos Daniel Cadena and Peter A. Hosner. 2020.  Taxonomic Evaluation of the Grallaria rufula (Rufous Antpitta) Complex (Aves: Passeriformes: Grallariidae) distinguishes Sixteen Species. Zootaxa. 4817(1); 1-74. DOI: 10.11646/zootaxa.4817.1.1
- Punomyrpitta (Grallaria sinaensis) : Morton L. Isler, R. Terry Chesser, Mark B. Robbins, Andrés M. Cuervo, Carlos Daniel Cadena and Peter A. Hosner. 2020.  Taxonomic Evaluation of the Grallaria rufula (Rufous Antpitta) Complex (Aves: Passeriformes: Grallariidae) distinguishes Sixteen Species. Zootaxa. 4817(1); 1-74. DOI: 10.11646/zootaxa.4817.1.1
- Pygoscelis poncetti : Joshua Tyler, Matthew T. Bonfitto, Gemma V. Clucas, Sushma Reddy and Jane L. Younger. 2020. Morphometric and Genetic Evidence for Four Species of Gentoo Penguin. Ecology and Evolution. DOI: 10.1002/ece3.6973

### 2021
- Megascops stangiae : Dantas, Sidnei M.; Weckstein, Jason D.; Bates, John; Oliveira, Joiciane N.; Catanach, Therese A.; Aleixo, Alexandre (26 March 2021). "Multi-character taxonomic review, systematics, and biogeography of the Black-capped/Tawny-bellied Screech Owl ( Megascops atricapilla - M. watsonii ) complex (Aves: Strigidae)". Zootaxa. 4949 (3): 401–444. Doi:10.11646/zootaxa.4949.3.1. ISSN 1175-5334.
- Megascops alagoensis : Dantas, Sidnei M.; Weckstein, Jason D.; Bates, John; Oliveira, Joiciane N.; Catanach, Therese A.; Aleixo, Alexandre (26 March 2021). "Multi-character taxonomic review, systematics, and biogeography of the Black-capped/Tawny-bellied Screech Owl ( Megascops atricapilla - M. watsonii ) complex (Aves: Strigidae)". Zootaxa. 4949 (3): 401–444. Doi:10.11646/zootaxa.4949.3.1. ISSN 1175-5334.
- Trogon muriciensis : Dickens, Jeremy Kenneth; Bitton, Pierre-Paul; Bravo, Gustavo A; Silveira, Luís Fábio (2021-03-06). "Species limits, patterns of secondary contact and a new species in the Trogon rufus complex (Aves: Trogonidae)". Zoological Journal of the Linnean Society: –169. Doi:10.1093/zoolinnean/zlaa169. ISSN 0024-4082.
- Kilomberocistikola (Cisticola bakerorum) : Jon Fjeldså, Lars Dinesen, Owen R. Davies, Martin Irestedt, Niels K. Krabbe, Louis A. Hansen and Rauri C. K. Bowie. 2021. Description of Two New Cisticola Species Endemic to the Marshes of the Kilombero Floodplain of southwestern Tanzania. Ibis. DOI: 10.1111/ibi.12971
- Vitstjärtad cistikola (Cisticola anderseni) : Jon Fjeldså, Lars Dinesen, Owen R. Davies, Martin Irestedt, Niels K. Krabbe, Louis A. Hansen and Rauri C. K. Bowie. 2021. Description of Two New Cisticola Species Endemic to the Marshes of the Kilombero Floodplain of southwestern Tanzania. Ibis. DOI: 10.1111/ibi.12971
- Kumawabärpickare (Melanocharis citreola) : Borja Milá, Jade Bruxaux, Guillermo Friis, Katerina Sam, Hidayat Ashari and Christophe Thébaud. 2021. A New, Undescribed Species of Melanocharis Berrypecker from western New Guinea and the Evolutionary History of the Family Melanocharitidae. Ibis. DOI: 10.1111/ibi.12981
- Gyllingtangara (Heliothraupis oneilli) : Daniel F. Lane, Miguel Angel Aponte Justiniano, Ryan S. Terrill, Frank E. Rheindt, Luke B. Klicka, Gary H. Rosenberg, C. Jonathan Schmitt, Kevin J. Burns. 2021. A new genus and species of tanager (Passeriformes, Thraupidae) from the lower Yungas of western Bolivia and southern Peru. Ornithology DOI: 10.1093/ornithology/ukab059
- Meratusglasögonfågel (Zosterops meratusensis) : Irham, M.; Haryoko, T.; Shakya, S.B.; Mitchell, S.L.; Burner, R.C.; Bocos, C.; Eaton, J.A.; Rheindt, F.E.; Suparno, S.; Sheldon, F.H.; Prawiradilaga, D.M. 2022. Description of two new bird species from the Meratus Mountains of southeast Borneo, Indonesia. Journal of Ornithology. DOI: 10.1007/s10336-021-01937-2
- Meratusflugsnappare (Cyornis kadayangensis): Irham, M.; Haryoko, T.; Shakya, S.B.; Mitchell, S.L.; Burner, R.C.; Bocos, C.; Eaton, J.A.; Rheindt, F.E.; Suparno, S.; Sheldon, F.H.; Prawiradilaga, D.M. 2022. Description of two new bird species from the Meratus Mountains of southeast Borneo, Indonesia. Journal of Ornithology. DOI: 10.1007/s10336-021-01937-2

### 2022
- Aphrastura subantarctica : Ricardo Rozzi, Claudio S. Quilodrán, Esteban Botero-Delgadillo, Constanza Napolitano, Juan C. Torres-Mura, Omar Barroso, Ramiro D. Crego, Camila Bravo, Silvina Ippi, Verónica Quirici, Roy Mackenzie, Cristián G. Suazo, Juan Rivero-de-Aguilar, Bernard Goffinet, Bart Kempenaers, Elie Poulin & Rodrigo A. Vásquez (2022-08-26) The Subantarctic Rayadito (Aphrastura subantarctica), a new bird species on the southernmost islands of the Americas. Scientific Reports. DOI: https://doi.org/10.1038/s41598-022-17985-4
- Príncipedvärguv (Otus bikegila) : Melo, M, Freitas, B, Verbelen P, da Costa SR, Pereira H, Fuchs J, Sangster G, Correia MN, de Lima RF, Crottini A. 2022. A new species of scops-owl (Aves, Strigiformes, Strigidae, Otus) from Príncipe Island (Gulf of Guinea, Africa) and novel insights into the systematic affinities within Otus. ZooKeys. DOI: 10.3897/zookeys.1126.87635
- Wangiwangiglasögonfågel (Zosterops paruhbesar) : Irham, M., Prawiradilaga, D.M., Menner, J.K., O'Connell, D.P., Kelly, D.J., Analuddin, K., Karya, A., Meads, M., Marples, N.M. & Rheindt, F.E. 2022. A distinct new species of Zosterops white-eye from the Sulawesi region, Indonesia. Ibis. DOI: 10.1111/ibi.13148

### 2024
- Patagona chaski : Williamson, J.L., Gyllenhaal, E.F., Bauernfeind, S.M., Bautista, E., Baumann, M.J., Gadek, C.R., Marra, P.P., Ricote, N., Valqui, T., Bozinovic, F., Singh, N.D. & Witt, C.C. 2024. Extreme elevational migration spurred cryptic speciation in giant hummingbirds. Proceedings of the National Academy of Sciences of the United States of America. DOI: 10.1073/pnas.231359912
- Trichothraupis griseonota : Cavarzere, V., Costa, T.V.V., Cabanne, G.S., Trufillo-Arias, N., Marcondes, R.S. & Silviera, L.F. 2024. A new species of tanager (Aves: Thraupidae) from the Eastern slopes of the Andes. Zootaxa. DOI: 10.11646/zootaxa.5468.3.7
- Sakesphoroides niedeguidonae : Cerqueira, P., Gonçalves, G.R., Quaresma, T.F., Silva, M., Pichorim, M. & Aleixo, A. 2024. A new antshrike (Aves: Thamnophilidae) endemic to the Caatinga and the role of climate oscillations and drainage shift in shaping cryptic diversity of Neotropical seasonal dry forests. Zoologica Scripta. DOI: 10.1111/zsc.12672
- 'Timornattskärra (Caprimulgus ritae) : King, B.F., Sangster, G., Trainor, C.R., Irestedt,  M., Prawiradilaga, D.M. & Ericson, P.G.P. 2024. A new species of nightjar (Caprimulgus) from Timor and Wetar, Lesser Sunda Islands, Wallacea. Ibis. DOI: 10.1111/ibi.13340